# Saint-Avit-Sénieur
Saint-Avit-Sénieur é uma comuna francesa na região administrativa da Nova Aquitânia, no departamento Dordonha. Estende-se por uma área de 22,81 km². Em 2010 a comuna tinha 426 habitantes (densidade: 18,7 hab./km²).